# Wieża widokowa w Pobłędziu
Wieża widokowa w Pobłędziu – turystyczna, drewniano-stalowa, dostępna całorocznie wieża widokowa zlokalizowana w Pobłędziu (powiat gołdapski, województwo warmińsko-mazurskie), niedaleko granicy Parku Krajobrazowego Puszczy Rominckiej.

## Historia
Wieża została oddana do użytku w marcu 2020. Ma około 20 metrów wysokości. Platforma widokowa znajduje się na wysokości 15 metrów. Z wieży widoczne są: jezioro Pobłędzie i panorama Puszczy Rominckiej. Powstała dzięki współpracy trzech firm: Zakładu Wyrobów Metalowych Dojnikowscy, DANBUD Daniłowicz, dach w kształcie korony kryty miedzią wykonała firma Domy z Drewna MD. Obok wieży zbudowano parking. 
Obiekt znajduje się w przy drodze szutrowej Skajzgiry-Maciejowięta, na trasie czerwonego szlaku pieszego. Biegnie tędy Wschodni szlak rowerowy Green Velo. 
Bliźniacza w formie i konstrukcji jest wieża widokowa w Stańczykach.